# Campionati mondiali juniores di slittino 2007
I Campionati mondiali juniores di slittino 2007 si sono disputati a Cesana Torinese, in Italia, il 26, il 27 e il 28 gennaio 2007. Il tracciato piemontese di Cesana Pariol ospita i mondiali di categoria un anno dopo essere stata sede delle gare della XX olimpiade invernale.

## Podi[1]
| Evento         | Oro                                                               | Tempo                           | Argento                                                               | Tempo                           | Bronzo                                                                      | Tempo                           |
| Singolo Uomini | Felix Loch                                                        | 1:42.357                        | Manuel Pfister                                                        | 1:43.128                        | Wolfgang Kindl                                                              | 1:43.205                        |
| Singolo Donne  | Natalie Geisenberger                                              | 1:44.942                        | Steffi Sieger                                                         | 1:45.068                        | Lisa Liebert                                                                | 1:45.449                        |
| Doppio         | Toni Eggert Marcel Oster                                          | 1:55.239                        | Tobias Wendl Tobias Arlt                                              | 1:55.656                        | Chris Mazdzer Jayson Terdiman                                               | 1:56.095                        |
| Gara a squadre | Germania Felix Loch Natalie Geisenberger Toni Eggert Marcel Oster | 2:41.839 51.416 52.490 57.933 . | Stati Uniti Chris Mazdzer Megan Sweeney Chris Mazdzer Jayson Terdiman | 2:43.266 52.105 52.736 58.425 . | Lettonia Kristaps Maurins Agnese Koklača Oskars Gudramovičs Pēteris Kalniņš | 2:45.600 52.838 54.091 58.671 . |

## Medagliere
| Posiz. | Nazione     | Oro | Argento | Bronzo | Totale |
| ------ | ----------- | --- | ------- | ------ | ------ |
| 1      | Germania    | 4   | 2       | 1      | 7      |
| 2      | Austria     | 0   | 1       | 1      | 2      |
| 2      | Stati Uniti | 0   | 1       | 1      | 2      |
| 4      | Lettonia    | 0   | 0       | 1      | 1      |